# Sauvagnas
Sauvagnas est une commune du Sud-Ouest de la France, située dans le département de Lot-et-Garonne (région Nouvelle-Aquitaine).

## Géographie

### Communes limitrophes
Les communes limitrophes sont Laroque-Timbaut, Bajamont, Bon-Encontre, Pont-du-Casse, Saint-Caprais-de-Lerm et Saint-Robert.
| Bajamont      | Laroque-Timbaut       |              |
| Pont-du-Casse | Sauvagnas             | Saint-Robert |
| Bon-Encontre  | Saint-Caprais-de-Lerm |              |

### Géologie et relief
Les points culminants de la commune sont de 209 m au Poteau et de 208 m au Cap del Pech.

### Hydrographie
La commune est traversée par de nombreux ruisseaux dont l'Aurandane, la Brichette, l'Auransonne, les Canelles, le ruisseau du Breil et le Rioutort.

### Climat
Pour des articles plus généraux, voir Climat de la Nouvelle-Aquitaine et Climat de Lot-et-Garonne.
Historiquement, la commune est exposée à un climat océanique aquitain.  
En 2020, Météo-France publie une typologie des climats de la France métropolitaine dans laquelle la commune est exposée à un climat océanique altéré et est dans la région climatique Aquitaine, Gascogne, caractérisée par une pluviométrie abondante au printemps, modérée en automne, un faible ensoleillement au printemps, un été chaud (19,5 °C), des vents faibles, des brouillards fréquents en automne et en hiver et des orages fréquents en été (15 à 20 jours).
Pour la période 1971-2000, la température annuelle moyenne est de 13 °C, avec une amplitude thermique annuelle de 15,5 °C. Le cumul annuel moyen de précipitations est de 785 mm, avec 10,8 jours de précipitations en janvier et 6,7 jours en juillet. Pour la période 1991-2020, la température moyenne annuelle observée sur la station météorologique la plus proche, située sur la commune de Laroque-Timbaut à 4,03 km à vol d'oiseau, est de 14,0 °C et le cumul annuel moyen de précipitations est de 821,7 mm,. Pour l'avenir, les paramètres climatiques de la commune estimés pour 2050 selon différents scénarios d'émission de gaz à effet de serre sont consultables sur un site dédié publié par Météo-France en novembre 2022.

## Urbanisme

### Typologie
Au 1er janvier 2024, Sauvagnas est catégorisée commune rurale à habitat dispersé, selon la nouvelle grille communale de densité à sept niveaux définie par l'Insee en 2022.
Elle est située hors unité urbaine. Par ailleurs la commune fait partie de l'aire d'attraction d'Agen, dont elle est une commune de la couronne,. Cette aire, qui regroupe 81 communes, est catégorisée dans les aires de 50 000 à moins de 200 000 habitants,.

### Occupation des sols

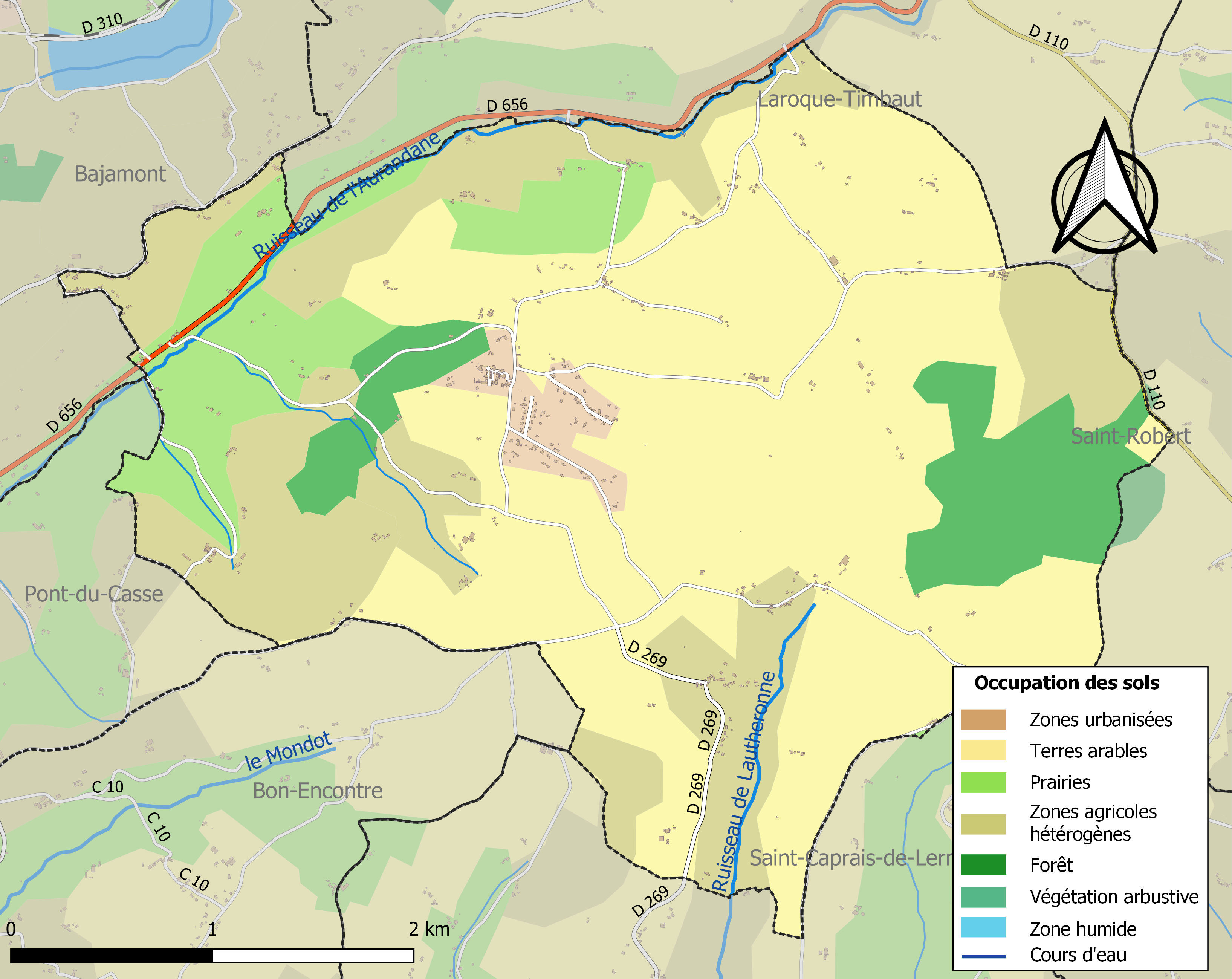
Carte des infrastructures et de l'occupation des sols de la commune en 2018 (CLC).

L'occupation des sols de la commune, telle qu'elle ressort de la base de données européenne d’occupation biophysique des sols Corine Land Cover (CLC), est marquée par l'importance des territoires agricoles (89 % en 2018), en diminution par rapport à 1990 (90,6 %). La répartition détaillée en 2018 est la suivante : 
terres arables (54,4 %), zones agricoles hétérogènes (24,5 %), prairies (10,1 %), forêts (8,6 %), zones urbanisées (2,5 %). L'évolution de l’occupation des sols de la commune et de ses infrastructures peut être observée sur les différentes représentations cartographiques du territoire : la carte de Cassini (XVIIIe siècle), la carte d'état-major (1820-1866) et les cartes ou photos aériennes de l'IGN pour la période actuelle (1950 à aujourd'hui).

### Risques majeurs
Le territoire de la commune de Sauvagnas est vulnérable à différents aléas naturels : météorologiques (tempête, orage, neige, grand froid, canicule ou sécheresse), inondations, mouvements de terrains et séisme (sismicité très faible). Il est également exposé à deux risques technologiques,  le transport de matières dangereuses et le risque nucléaire. Un site publié par le BRGM permet d'évaluer simplement et rapidement les risques d'un bien localisé soit par son adresse soit par le numéro de sa parcelle.

#### Risques naturels
Certaines parties du territoire communal sont susceptibles d’être affectées par le risque d’inondation par une crue à  débordement lent de cours d'eau, notamment le Ruisseau de Lautheronne et le Ruisseau de l'Aurandane. La commune a été reconnue en état de catastrophe naturelle au titre des dommages causés par les inondations et coulées de boue survenues en 1982, 1992, 1993, 1999, 2007, 2009 et 2016,.
Les mouvements de terrains susceptibles de se produire sur la commune sont des affaissements et effondrements liés aux cavités souterraines (hors mines) et des tassements différentiels. Afin de mieux appréhender le risque d’affaissement de terrain, un inventaire national permet de localiser les éventuelles cavités souterraines sur la commune.

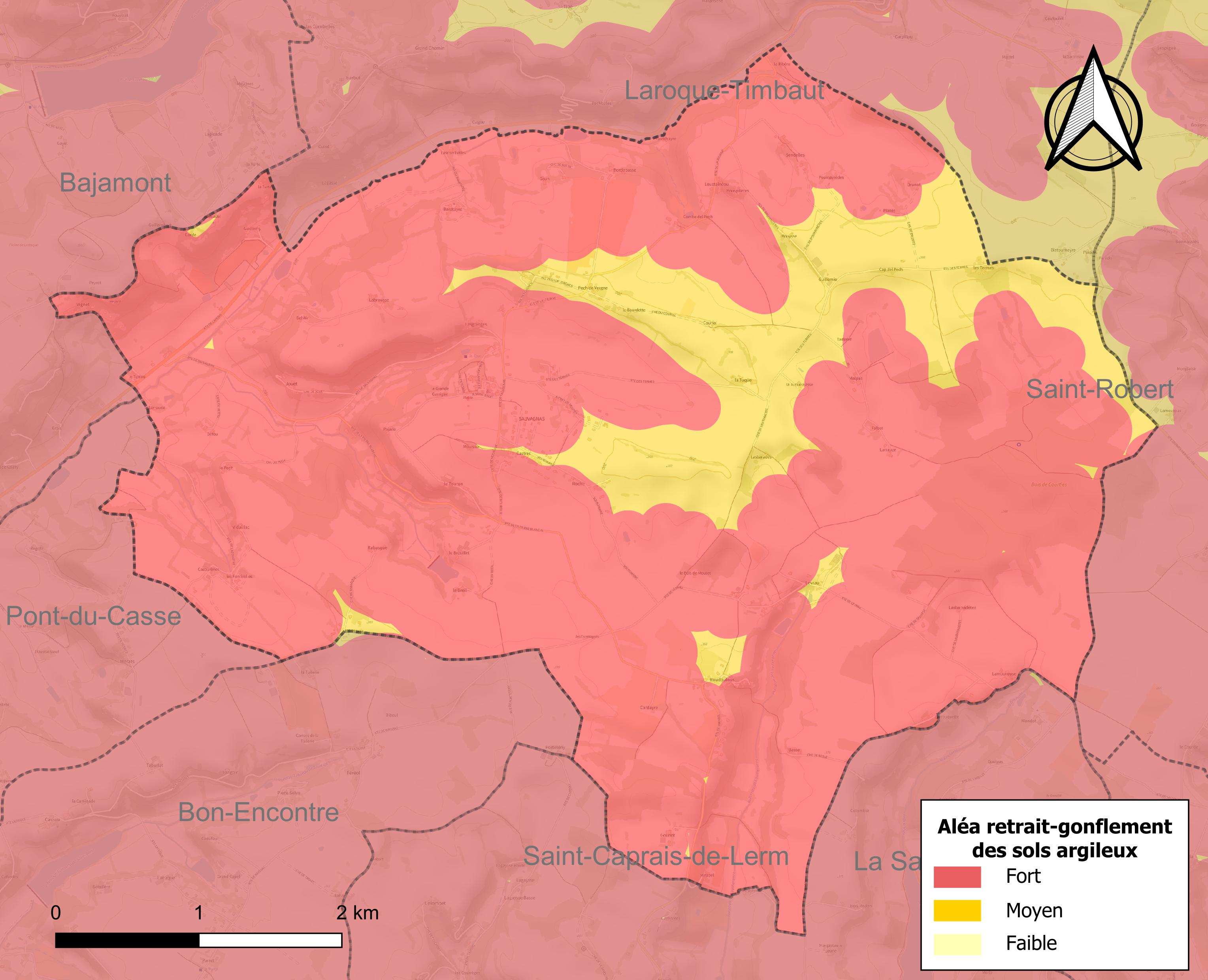
Carte des zones d'aléa retrait-gonflement des sols argileux de Sauvagnas.

Le retrait-gonflement des sols argileux est susceptible d'engendrer des dommages importants aux bâtiments en cas d’alternance de périodes de sécheresse et de pluie. La totalité de la commune est en aléa moyen ou fort (91,8 % au niveau départemental et 48,5 % au niveau national). Depuis le 1er octobre 2020, en application de la loi ELAN, différentes contraintes s'imposent aux vendeurs, maîtres d'ouvrages ou constructeurs de biens situés dans une zone classée en aléa moyen ou fort,.
Concernant les mouvements de terrains, la commune a été reconnue en état de catastrophe naturelle au titre des dommages causés par la sécheresse en 2002, 2003, 2009 et 2017 et par des mouvements de terrain en 1999.

#### Risque technologique
La commune étant située dans le périmètre du plan particulier d'intervention (PPI) de 20 km autour de la centrale nucléaire de Golfech, elle est exposée au risque nucléaire. En cas d'accident nucléaire, une alerte est donnée par différents médias (sirène, sms, radio, véhicules). Dès l'alerte, les personnes habitant dans le périmètre de 2 km se mettent à l'abri. Les personnes habitant dans le périmètre de 20 km peuvent être amenées, sur ordre du préfet, à évacuer et ingérer des comprimés d’iode stable,,.

## Histoire
L'ancien nom est Salvaniacum. En 1235 la présence d'une commanderie des Templiers y est attestée par un document écrit. Des coutumes écrites sont établies en 1264. En 1275 la construction du château est terminée, la date est inscrite sur une pierre scellée dans la grande salle. Ce château étant détruit, cette pierre a été apportée au musée d'Agen. Traduction de l'inscription : "En l'an 1275 frère Armengaud 'Aguiler, précepteur d'Agen et de Bordeaux fit cette maison."
Le 24 mai 1724 il y eut un grand tremblement de terre. Rapporté dans le livre de raison de la famille Randane qui demeurait à Bécadel.
En 1795 la paroisse fut divisée en trois communes : Sauvagnas, Vidaillac et Laurandanne (la mairie de cette dernière était  au lieu-dit la Turte). À partir de 1835 ces communes fusionnèrent. L'église de Sauvagnas était restée commune à ces trois villages.

## Héraldique
| Blason de Sauvagnas | Blason  | D’argent à la croix pattée alésée de gueules, au chef du même chargé de deux coquilles Saint-Jacques d’or. |
| Blason de Sauvagnas | Détails | Le statut officiel du blason reste à déterminer.                                                           |

Devise: "A Sen Salbi tout es poulit, tout es benezit" (à Saint-Salvy, tout est joli, tout est béni.)

## Politique et administration

### Liste des maires
| Période                                  | Période   | Identité           | Étiquette | Qualité              |
| ---------------------------------------- | --------- | ------------------ | --------- | -------------------- |
| avant juin 1995                          | mars 2001 | Jean-Paul Sere     |           |                      |
| mars 2001                                | mai 2020  | Annie Galan        | DVD       | Exploitante agricole |
| mai 2020                                 | En cours  | Nadine Labournerie |           |                      |
| Les données manquantes sont à compléter. |           |                    |           |                      |

### Politique environnementale
Dans son palmarès 2024, le Conseil national de villes et villages fleuris de France a attribué deux fleurs à la commune.

## Démographie
L'évolution du nombre d'habitants est connue à travers les recensements de la population effectués dans la commune depuis 1793. Pour les communes de moins de 10 000 habitants, une enquête de recensement portant sur toute la population est réalisée tous les cinq ans, les populations de référence des années intermédiaires étant quant à elles estimées par interpolation ou extrapolation. Pour la commune, le premier recensement exhaustif entrant dans le cadre du nouveau dispositif a été réalisé en 2004.

En 2022, la commune comptait 525 habitants, en évolution de −0,57 % par rapport à 2016 (Lot-et-Garonne : −0,18 %, France hors Mayotte : +2,11 %).
| 1793 | 1800 | 1806 | 1821 | 1831 | 1836 | 1841 | 1846 | 1851 |
| ---- | ---- | ---- | ---- | ---- | ---- | ---- | ---- | ---- |
| 469  | 546  | 517  | 453  | 678  | 732  | 735  | 736  | 700  |

| 1856 | 1861 | 1866 | 1872 | 1876 | 1881 | 1886 | 1891 | 1896 |
| ---- | ---- | ---- | ---- | ---- | ---- | ---- | ---- | ---- |
| 654  | 652  | 622  | 564  | 531  | 485  | 504  | 505  | 459  |

| 1901 | 1906 | 1911 | 1921 | 1926 | 1931 | 1936 | 1946 | 1954 |
| ---- | ---- | ---- | ---- | ---- | ---- | ---- | ---- | ---- |
| 466  | 480  | 482  | 405  | 413  | 409  | 411  | 365  | 370  |

| 1962 | 1968 | 1975 | 1982 | 1990 | 1999 | 2004 | 2006 | 2009 |
| ---- | ---- | ---- | ---- | ---- | ---- | ---- | ---- | ---- |
| 327  | 305  | 297  | 376  | 372  | 419  | 415  | 427  | 457  |

| 2014 | 2019 | 2022 | - | - | - | - | - | - |
| ---- | ---- | ---- | - | - | - | - | - | - |
| 517  | 524  | 525  | - | - | - | - | - | - |

## Lieux et monuments
Une borne milliaire, actuellement au musée d'Agen, était conservée dans l'église de Roudoulous, jusqu'en 1870. Elle portait une inscription latine dont voici la traduction : "A nos deux maîtres les empereurs César Caïus Valérius Dioclétien, pieux, heureux, invaincu, auguste, et Marc-Aurèle Maximien, pieux, heureux, invaincu, auguste, et à Flavius Valérius Constance et Galérius Valérius Maximien, les deux très nobles césars. La cité des Nitiobriges à six lieux."
- Église Saint-Salvy de Sauvagnas.